# William Cameron Menzies
William Cameron Menzies (New Haven, Connecticut, 29 de julho de 1896 – Beverly Hills, Califórnia, 5 de março de 1957) foi um diretor de arte e cineasta estadunidense.

## Carreira
Menzies tem um lugar garantido na história do cinema pelo seu aplaudido trabalho como diretor de arte. Em 1929, inclusive, ganhou o prêmio Oscar da categoria pelos filmes Mulher Cobiçada (The Dove, 1927) e A Tempestade (Tempest, 1928). Começou a se destacar nessa função com a fantasia oriental O Ladrão de Bagdá (The Thief of Bagdad, 1924), de Raoul Walsh, estrelada por Douglas Fairbanks. O barroquismo esplendoroso de seus cenários pode ser apreciado também nos três últimos filmes de Rodolfo Valentino: Cobra (idem, 1925), A Águia (The Eagle, 1925) e O Filho do Sheik (Son of the Sheik, 1926). No cinema sonoro, emprestou seu talento a filmes como E o Vento Levou (Gone with the Wind, 1939), de Victor Fleming, que lhe deu um Oscar honorário (pelas soluções encontradas para o uso da cor no filme), Nossa Cidade (Our Town, 1940), Em Cada Coração um Pecado (Kings Row, 1942) e Por Quem os Sinos Dobram (For Whom the Bell Tolls, 1943), esses três dirigidos por Sam Wood.
A partir dos anos 1930 passou também a dirigir, diversas vezes em colaboração com outros colegas. O resultado, porém, é bastante tímido, se comparado com seu trabalho na cenografia. As exceções são Daqui a Cem Anos (Things to Come, 1936), ficção-científica baseada no romance de H. G. Wells, filmada na Inglaterra, e o pequeno suspense Endereço Desconhecido (Address Unknown, 1944), estrelado por Paul Muni. Sem receber créditos, também dirigiu várias cenas de O Ladrão de Bagdá (The Thief of Bagdad, 1940), de Michael Powell e Ludwig Berger e do faroeste Duelo ao Sol (Duel in the Sun, 1946), de King Vidor. Além disso ele dirigiu um dos melhores filmes de SCI FI  dos anos 50 Os Invasores de Marte de 1953.
Menzies foi ainda produtor e roteirista. Faleceu de câncer logo após a finalização de A Volta ao Mundo em Oitenta Dias (Around the World in Eighty Days, 1956), de Michael Anderson, do qual foi produtor associado.

## Filmografia
Todos os títulos em português referem-se a exibições no Brasil. Estão listados somente os filmes em que Menzies foi diretor, excluídos os curtas-metragens.
- 1931 O Aranha (The Spider); codirigido por Kenneth MacKenna
- 1931 Sempre Adeus (Always Goodbye); idem
- 1932 Chandu, O Mágico (Chandu, the Magician); codirigido por Marcel Varnel
- 1933 Novos Amores (I Loved You Wednesday); codirigido por Henry King
- 1934 A Dama do Porto (Wharf Angel); codirigido por George Somnes
- 1936 Daqui a Cem Anos (Things to Come)
- 1937 The Green Cockatoo; codirigido por William K. Howard
- 1944 Endereço Desconhecido (Address Unknown)
- 1951 Cruéis Dominadores (The Whip Hand)
- 1951 Os Tambores Rufam ao Amanhecer (Drums in the Deep South)
- 1953 O Terror da Torre (The Maze)
- 1953 Os Invasores de Marte (Invaders from Mars)